# Canthaxanthine
La canthaxanthine est un caroténoïde de la famille des xanthophylles, un pigment existant à l'état naturel.

## Source

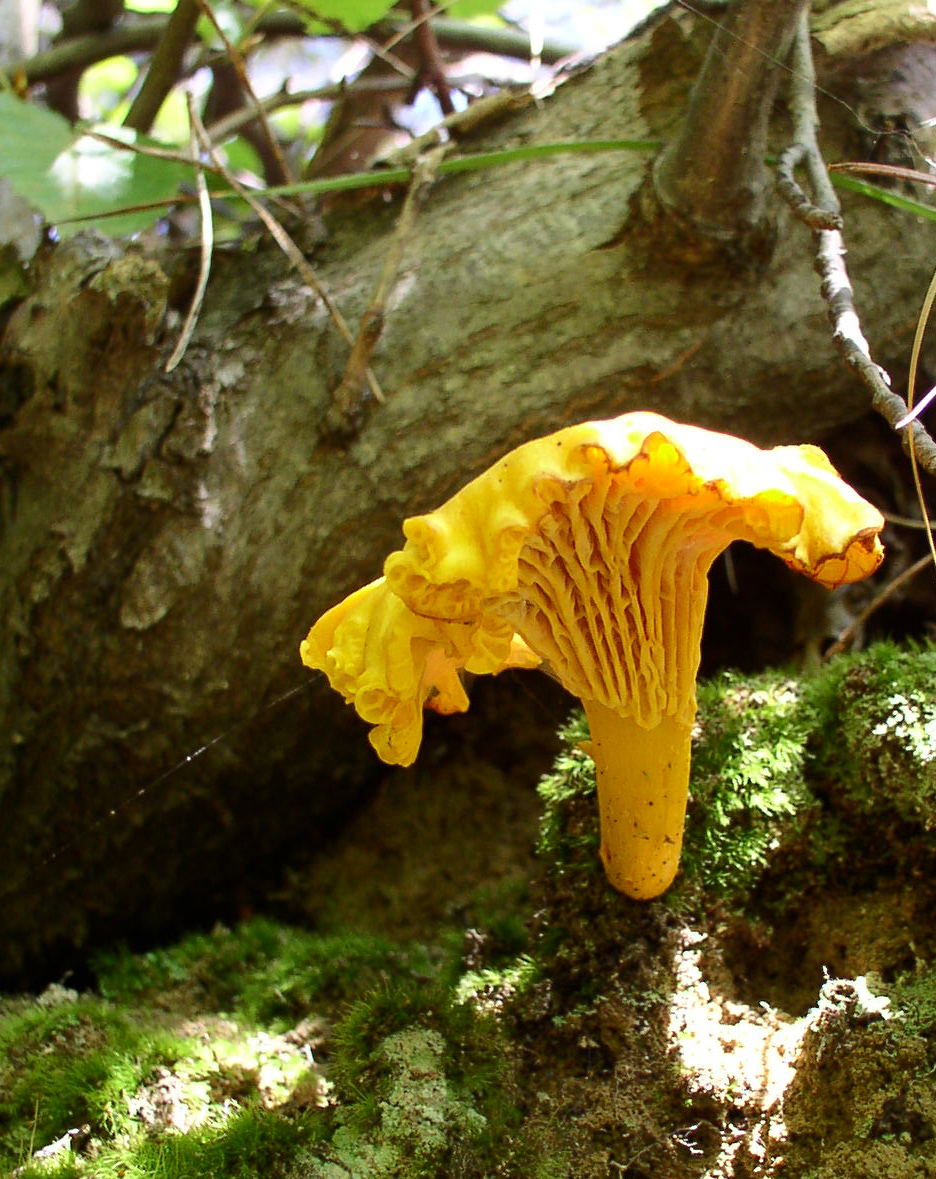
La chanterelle.

Cette substance a été détectée pour la première fois dans un champignon, la chanterelle (Cantharellus cibarius), avant d'être identifiée dans le plumage et le corps du flamant rose et d'autre oiseaux exotiques comme l'ibis rouge (Guara rubra) et la spatule rosée (Ajaja ajaja). Elle a été aussi détectée dans des crustacés et certains poissons (truite, saumon). C'est également la canthaxanthine qui donne sa couleur au corail rouge (Corallium rubrum).

## Utilisations
Elle est utilisée comme additif alimentaire, par exemple dans la saucisse de Strasbourg, sous le numéro E161g. Sa formule chimique est C40H52O2.
Elle aussi autorisée dans les aliments pour animaux : poissons (truite et saumons, poule (rend le jaune de l’œuf jaune d'or) et animaux de compagnie (chat, chien, poisson et oiseau).
Elle sert également d'agent bronzant.
Enfin, elle est utilisée comme médicament traitant le vitiligo.

## Toxicité
Depuis les années 1970, la canthaxanthine est utilisée comme colorant alimentaire et en cosmétique. La canthaxanthine à hautes doses (cas de surconsommation de pilules auto-bronzantes à base de ce pigment) est responsable de rétinopathies en formant des dépôts cristallins dans la rétine, en photosensibilisant et détériorant la vision nocturne. Bien que cette rétinopathie soit réversible lorsque la consommation de ce pigment cesse, plusieurs demandes ont été faites pour le retirer des additifs autorisés.
D'autres effets secondaires sont rapportés : anémie aplasique, lésions hépatiques, symptômes cutanéo-muqueux, urticaire, nausées, diarrhées. Aussi en 1995, le Comité mixte FAO-OMS d'experts des additifs alimentaires fixe la dose journalière admissible (DJA) de canthaxanthine pour les êtres humains à 0,03 mg/kg de poids corporel.